# Mindview
Mindview was een Belgisch tijdschrift dat zich specialiseerde in (hard)rock en metal. Het blad verscheen maandelijks (behalve in augustus en januari). Mindview was gratis verkrijgbaar op tal van locaties als cafés, culturele centra, platen- en instrumentenwinkels. Mindview had lezers en abonnees in België en Nederland.
Het blad werd in 1993 opgericht door Peter Rotthier en Julia van den Bergh.
In het blad staan interviews, concertverslagen, concertagenda's en meer info over (hard)rock- en heavymetalbands. In het begin was het nog een betaald blad, maar na een faillissement van de drukkerij werd het blad gratis en haalt het zijn inkomsten uit andere bronnen.
Het jaar 2008 is een feestelijk jaar geweest voor Mindview. Het blad bestond 15 jaar en nummer 150 verscheen vlak voor Graspop Metal Meeting.
Door afhakende adverteerders kon het blad zijn gedrukte versie niet meer uitbrengen. Daarom werd geopteerd om over te schakelen op een website en een digitaal magazine in de vorm van een bladerbrochure. Mindview bestond in deze vorm van 2009 tot september 2011.  Daarna werd het magazine opgedoekt door zijn oprichters.

## Jaarlijks terugkerende evenementen

### Metal Quiz
In de Metal Quiz wordt het geheugen van de hardrock- en metalfans getest. De quizploegen worden jaarlijks aan de tand gevoeld over een periode van 1965 tot het heden.
editie 2008
Deze editie vond plaats op vrijdag 7 november 2008 in jeugdhuis Togenblik te Beveren (Oost-Vlaanderen).
editie 2007
Deze editie vond plaats op vrijdag 2 november 2007 in jeugdhuis Togenblik te Beveren (Oost-Vlaanderen).

### Metal Convention
De Metal Convention is in de eerste plaats een beurs waar cd's, vinylplaten, T-shirts, posters en andere memorabilia worden aangeboden. Daarnaast treden ook rockgroepen op met een akoestische set.
editie 2008
De 15de editie vond plaats op zondag 9 november 2008 in jeugdhuis Togenblik te Beveren (Oost-Vlaanderen). Onderstaande groepen brachten een akoestische set:
Feedforward, Virus IV en Heidevolk.
editie 2007
De 14de editie vond plaats op zondag 4 november 2007 in jeugdhuis Togenblik te Beveren (Oost-Vlaanderen). Onderstaande groepen brachten een akoestische set:
La Ventura, Kingfisher Sky, Diablo Blvd. (de band van stand-upcomedian Alex Agnew), Thurisaz, Stephanie Maertens, Asrai.
editie 2006
De 13de editie vond plaats op zondag 5 november 2006 in jeugdhuis Togenblik te Beveren (Oost-Vlaanderen). Onderstaande groepen brachten een akoestische set:
Infernorama, Monster Joe, Axxis, Delain, Kisstory
Het optreden van de band Delain viel op door de afwezigheid van oprichter en pianist Martijn Westerholt (ex-Within Temptation). Westerholt moest forfait geven wegens een aanslepende ziekte.
editie 2005
De 12de editie vond plaats op vrijdag 8 april 2005 in jeugdhuis Togenblik te Beveren (Oost-Vlaanderen). Onderstaande groepen brachten een akoestische set:
Tud Russel, Everglow, Toner (band met Peter Evrard)
editie 2004
De 11de editie vond plaats op zondag 8 november 2004 in het Stekense Gildenhuis te Stekene. Onderstaande groepen brachten een akoestische set:
Nemesea, Toner (band met Peter Evrard), Perzonal War, Mennen, Imperia
Aan editie 2004 was een exclusieve luistersessie verbonden. Op geregelde tijdstippen werden nummers uit het album 'The Silent Force' van Within Temptation gespeeld. Het album zou pas enkele dagen later verschijnen.

### Miss Metalverkiezing
Miss Metal 2009
Vrijdag 19 september 2008 werd de tweede Miss Metalverkiezing gehouden, waarbij godsdienstlerares Adinda Vetsuypens won. Adinda kwam eveneens in een aantal media aan bod, bijvoorbeeld in De Laatste Show op één. Er verschenen eveneens enkele paginavullende artikels in grote Vlaamse kranten. Ook in P-Magazine verscheen een interview met Adinda. Op Studio Brussel kreeg Miss Metal aandacht in het programma Whiplash
Miss Metal 2008
Op vrijdag 21 september 2007 organiseerde Mindview voor de eerste keer de Miss Metalverkiezing. Miss Metal onderscheidt zich van de gemiddelde missverkiezing doordat de nadruk ligt op kennis over het muziekgenre metal. Toch bevat de verkiezing ook enkele doeproeven. De verkiezing kreeg in België nationale media-aandacht van onder andere JIM en Studio Brussel.
De eerste winnares was Frédérique Van Hoof.